# Ferrari 365 GT 2+2
La Ferrari 365 GT 2+2 est un modèle automobile du constructeur italien Ferrari produite de 1967 à 1971. C'est une GT 2+2 dotée d'un V12 à l'avant.

## Histoire
Présentée au Salon de Paris en 1967, la 365 GT 2+2 est l'héritière de la 500 Superfast, mais suit aussi la lignée des 250 GTE et 330 GT 2+2.

## Design
Sa ligne, dessinée par Pininfarina, se veut plus fine et aérodynamique, mais aussi plus imposante que celle de ses devancières.

## Moteur et performances
La 365 GT 2+2 est dotée d'un V12 à 3 carburateurs Weber développant 320 ch.

## Habitabilité et confort
Elle est la première Ferrari à bénéficier en série de la direction assistée et de l'air climatisé, équipements visant à attirer la clientèle nord-américaine. De même, les dimensions des deux places arrière et du coffre à bagages furent revues à la hausse.

## Châssis et tenue de route
Pour offrir une bonne tenue de route quel que soit le chargement du coffre, Ferrari développa avec la collaboration de Koni une suspension arrière hydropneumatique qui se réglait automatiquement.

## Production
De 1967 à 1971, environ 800 exemplaires de 365 GT 2+2 furent produits. Sa remplaçante, la 365 GT4 2+2, fut présentée en 1972.